# George Pell
George Pell (Ballarat, 8 giugno 1941 – Roma, 10 gennaio 2023) è stato un cardinale e arcivescovo cattolico australiano.

## Biografia
Nacque a Ballarat, sede vescovile nello stato del Victoria, da George Arthur Pell (1906-1985), un anglicano non praticante di origini inglesi e campione di pugilato dei pesi massimi, e una devota cattolica di origine irlandese, Margaret Lillian Burke (1904-1980). Primo di tre figli, dopo di lui vi erano la sorella, Margaret Anne (1944-2021), violinista della Melbourne Symphony Orchestra, e David.

### Formazione e ministero sacerdotale
Nel 1960 iniziò gli studi ecclesiastici al Corpus Christi College di Werribee, mentre nel 1963 fu invitato a continuare i suoi studi presso la Pontificia Università Urbaniana di Roma.
Il 15 agosto 1966 fu ordinato diacono, mentre il 16 dicembre seguente presbitero, nella basilica di San Pietro in Vaticano, dal cardinale Krikor Bedros XV Aghagianian per la diocesi di Ballarat.
L'anno successivo ricevette la licenza di Sacra Teologia presso l'Università Urbaniana, quindi proseguì i suoi studi presso l'Università di Oxford dove nel 1971 si specializzò in Storia della Chiesa con una tesi dal titolo L'esercizio dell'autorità nel cristianesimo primitivo dal 170 al 270 circa.
Tornato in Australia nel 1971 assunse vari incarichi presso alcune parrocchie della sua diocesi, mentre contemporaneamente, nel 1982 conseguì un master in pedagogia presso la Monash University di Melbourne. Fu anche vicario episcopale per l'educazione (1973-1984), presidente dell'Istituto di Educazione Cattolica e redattore de "La Luce", il giornale diocesano di Ballarat, tra il 1979 e il 1984. Dal 1985 al 1987 fu rettore del Corpus Christi College di Melbourne, il primo seminario in cui aveva studiato.

### Ministero episcopale e cardinalato

#### Vescovo ausiliare, poi arcivescovo, di Melbourne
Il 30 marzo 1987 papa Giovanni Paolo II lo nominò vescovo titolare di Scala e ausiliare di Melbourne; il 21 maggio successivo ricevette l'ordinazione episcopale, nella cattedrale di San Patrizio a Melbourne, dall'arcivescovo Thomas Francis Little, co-consacranti i vescovi Ronald Austin Mulkearns e Joseph Peter O'Connell.
Il 16 luglio 1996 fu nominato arcivescovo metropolita di Melbourne; succedette al dimissionario Thomas Francis Little. Il 16 agosto seguente prese possesso dell'arcidiocesi. Il 29 giugno 1997 ricevette il pallio dal papa.

#### Arcivescovo di Sydney
Il 26 marzo 2001 papa Giovanni Paolo II lo nominò arcivescovo metropolita di Sydney; succedette al cardinale Edward Bede Clancy, dimessosi per raggiunti limiti di età. Ricoprendo questo incarico divenne anche primate d'Australia e Gran priore per l'Australia-Nuovo Galles del Sud dell'Ordine equestre del Santo Sepolcro di Gerusalemme. Il 10 maggio successivo prese possesso dell'arcidiocesi, mentre il 29 giugno ricevette il pallio.
Dal 1º aprile 2002 al 2017 fu presidente del Comitato "Vox Clara", istituito nella Congregazione per il culto divino e la disciplina dei sacramenti per occuparsi della traduzioni liturgiche in lingua inglese.
Nel concistoro del 21 ottobre 2003 papa Giovanni Paolo II lo creò cardinale presbitero di Santa Maria Domenica Mazzarello; il 20 marzo 2004 prese possesso del titolo.
Il 18 e il 19 aprile 2005 partecipò come cardinale elettore al conclave, che portò all'elezione di papa Benedetto XVI.
Dal 17 al 21 luglio 2008 accolse papa Benedetto XVI in visita a Sydney in occasione della XXIII Giornata mondiale della gioventù.
Il 18 settembre 2012 fu nominato padre sinodale della XIII Assemblea Generale Ordinaria del Sinodo dei vescovi.
Il 12 e il 13 marzo 2013 partecipò come cardinale elettore al conclave, che portò all'elezione di papa Francesco.
Il 13 aprile 2013 papa Francesco lo nominò membro del Consiglio dei cardinali, chiamati a consigliarlo nel governo della Chiesa universale e a studiare un progetto di revisione della Curia romana; mantenne l'incarico fino al 12 dicembre 2018.

#### Prefetto della Segreteria per l'economia
Il 24 febbraio 2014 lo stesso pontefice lo nominò primo prefetto della Segreteria per l'economia, sollevandolo in pari tempo dalla cura pastorale dell'arcidiocesi di Sydney. Il 24 febbraio 2019, allo scadere del quinquennio di nomina, cessò dall'incarico.

### L'indagine sulla gestione dei casi di pedofilia
Nel 2010, durante il pontificato di Benedetto XVI, il cardinale australiano fu proposto dal cardinale segretario di Stato Tarcisio Bertone come nuovo prefetto della Congregazione per i vescovi. Tuttavia la candidatura venne meno – il pontefice scelse infatti il cardinale Marc Ouellet – a seguito di una pressione internazionale a sfavore di Pell. Questi venne veementemente criticato per la gestione di alcuni casi di pedofilia, da parte di un'associazione irlandese di vittime di abusi sessuali.
Pell fu al centro di un'indagine della Commissione nazionale d'inchiesta australiana sulle risposte delle istituzioni agli abusi sessuali sui minori a causa della gestione dei numerosi casi di pedofilia avvenuti nell'arcidiocesi di Melbourne all'epoca in cui era arcivescovo, dal 1996 al 2001. Secondo l'accusa Pell avrebbe omesso di collaborare con le forze dell'ordine, insabbiando i casi di violenze sessuali perpetrati nei confronti dei minori da parte di religiosi cattolici della sua arcidiocesi. Inoltre, Pell avrebbe messo in atto il cosiddetto "Melbourne Response", uno schema di risarcimenti piuttosto bassi per le vittime, volto a disincentivare onerose cause giudiziarie contro l'arcidiocesi. Pell si difese negando la responsabilità dell'arcidiocesi nei casi di pedofilia.
Durante la trasmissione televisiva 60 Minutes, Peter Saunders, nominato da papa Francesco consulente della Pontificia commissione per la tutela dei minori, accusò pubblicamente Pell di essersi preso gioco della Commissione nazionale d'inchiesta, negando la collaborazione con gli inquirenti, affermò che il cardinale avrebbe dimostrato disprezzo nei confronti dei bambini vittime di abusi sessuali da parte dei preti pedofili, e chiese le dimissioni del cardinale, perché avrebbe fallito nel proteggere i bambini dagli abusi.

### L'accusa di "gravi reati sessuali" su minori, la condanna e il proscioglimento
Il 29 giugno 2017 la polizia australiana confermò l'imminente stato d'accusa per il cardinale Pell per "gravi reati sessuali" su minori, fra i quali quello di uno stupro; essi sarebbero stati commessi negli anni settanta, quando Pell era parroco nella sua città natale. La Santa Sede contemporaneamente rilasciò una dichiarazione nella quale confermò la notizia del rinvio a giudizio del cardinale Pell e la sua partenza per l'Australia «per affrontare le accuse che gli sono state mosse».
L'11 dicembre 2018 il cardinale Pell venne giudicato colpevole di abusi sessuali su due minori di 13 anni dalla giuria della County Court dello Stato di Victoria in Australia e il 13 marzo 2019 venne condannato a una pena detentiva di 6 anni. Il cardinale, che si era sempre dichiarato innocente, annunciò il ricorso in appello, che fu respinto e la condanna confermata.
Nel mese di novembre, alla luce dei numerosi vizi formali nelle procedure processuali segnalati dal giudice Mark Weinberg, la Corte Suprema dell'Australia ammise la richiesta di appello presentata dal cardinale.
Il 7 aprile 2020 il cardinale Pell fu prosciolto all'unanimità dalla stessa Corte e rilasciato dopo più di un anno d'incarcerazione, ritenendo le prove della difesa riguardanti l'impossibilità pratica degli abusi sufficienti a declinare in dubbio ragionevole la sua colpevolezza. Citando sentenze passate (Chidiac v The Queen del 1991 e M v The Queen del 1994), la Corte Suprema, nel motivare il proscioglimento, concluse che esisteva:
(Corte Suprema dell'Australia, Judgement Summary sulla decisione del 07/04/2020 nel caso Pell v. The Queen)
La colpevolezza del cardinale non era stata dimostrata "oltre ogni ragionevole dubbio". Al momento della scarcerazione montò la protesta contro i media e in particolare la rete ABC News si dovette difendere dalle accuse di Andrew Bolt che denunciò lo "scandalo di questo processo persecutorio e altamente mediatico". La Corte Suprema espresse giudizi durissimi contro i giudici di Victoria, in particolare sulla giudice Anne Ferguson, durante il dibattimento e nel verdetto finale in cui dichiara il "fallimento" del suo operato.
Resa pubblica la sentenza, il cardinale Pell emise un comunicato. Papa Francesco, durante la celebrazione della messa quotidiana del 7 aprile 2020, invitò a una preghiera per le persone contro le quali ci si accanisce con sentenze ingiuste, parole che molti organi d'informazione considerarono come una reazione al proscioglimento, di poche ore precedente, del cardinale Pell. Poco dopo mezzogiorno la Santa Sede emise un comunicato stampa ufficiale e alcuni cardinali si felicitarono pubblicamente per il suo proscioglimento.
Il cardinale Pell avrebbe dovuto subire un processo canonico presso la Congregazione per la dottrina della fede, ma la sentenza assolutoria dell'alta corte australiana lo avrebbe reso caduco.
Il 14 luglio 2022 si tenne in un tribunale australiano la prima udienza di una causa civile promossa dal padre di una delle due presunte vittime contro l'arcidiocesi di Melbourne e il cardinale George Pell.

### I rapporti con il cardinale Becciu e il processo per l'immobile di Londra
Il 29 settembre 2020 papa Francesco lo richiamò in Vaticano in seguito alle dimissioni imposte al suo principale oppositore di Curia, il cardinale Giovanni Angelo Becciu, e lo incontrò in udienza il 12 ottobre. Nello stesso mese di ottobre l'avvocato del cardinale Pell chiese un'indagine internazionale dopo le indiscrezioni, apparse sulla stampa, secondo le quali il cardinale Becciu avrebbe disposto bonifici per 700 000 euro inviati in Australia per "comprare" gli accusatori di Pell nel processo per pedofilia nel quale fu assolto nell'aprile 2020.
Secondo il quotidiano The Australian, nel rapporto consegnato alla polizia federale dall'ente australiano di controllo dei reati finanziari ci sarebbe la conferma dei 700 000 euro trasferiti da "fonti vaticane" per falsificare le accuse a Pell. La polizia federale avvertì del caso la Commissione anticorruzione dello Stato del Victoria. L'Australia ora indaga sui soldi inviati dal Vaticano.
Il cardinale concesse la prima intervista dopo il ritorno a Roma all'Associated Press, mentre negli Stati Uniti uscì il suo libro sui giorni trascorsi in carcere in Australia, “Prison Journal”, e avvertì che la stagione degli scandali, la “festa”, secondo le sue parole, "non è finita”.
In un'altra intervista televisiva dichiarò che "Tutti i personaggi di maggior peso che hanno lavorato insieme alla riforma finanziaria, ognuno di noi, tranne pochissime eccezioni, è stato attaccato dai media sul piano della reputazione, in un modo o in altro."
Presentando il suo libro, Pell affermò: «Non ho prove di denaro inviato da Roma in Australia per pervertire la giustizia».
Ma la somma trasferita dal segretariato del Vaticano all'Australia dal 2014 al 2020, che è stata quantificata in 2,3 miliardi di dollari australiani, non è stata versata alla Chiesa australiana.
E per finire la polizia federale australiana concluse che nessun illecito è stato commesso.
Secondo il padre gesuita Frank Brennan, professore di diritto e rettore del Newman College dell'Università di Melbourne, incaricato dalla Conferenza episcopale d'Australia di seguire il processo, sul quale ha pubblicato un libro (Observations on the Pell Proceedings) e un'analisi su The Catholic Weekly del 5 settembre 2021, il processo contro il cardinale Pell è stato una "vendetta politica".
Nel terzo volume del suo Prison Journal il cardinale Pell parlò dei suoi rapporti con il cardinale Becciu, anche in relazione al processo per l'immobile di Londra. L'avvocato del cardinale Becciu rettificò alcune delle affermazioni fatte a questo proposito da Sandro Magister.
Il 17 dicembre 2021 il cardinale Pell concesse un'intervista esclusiva al giornale Il Foglio, molto critica nei confronti del cardinale Becciu.
Il 23 dicembre 2021 il cardinale Becciu gli scrisse una lettera aperta per chiedergli di non avallare le accuse contro di lui.
Nel maggio del 2022, nel processo a suo carico per l'immobile di Londra, il cardinale Becciu diede al tribunale la sua versione dei fatti, alla quale replica il cardinale Pell.

### Decesso
L'8 giugno 2021 compì ottanta anni e uscì dal novero dei cardinali elettori.
Morì la sera del 10 gennaio 2023, a Roma, all'età di 81 anni, in seguito ad alcune complicazioni cardiache sopraggiunte dopo un'operazione all'anca. La veglia funebre si tenne nella chiesa di Santo Stefano degli Abissini, dentro le Mura Vaticane. 
Il funerale fu celebrato il 14 gennaio all'altare della Cattedra nella basilica di San Pietro in Vaticano, dal cardinale decano Giovanni Battista Re; al termine papa Francesco presiedette il rito dell'ultima commendatio e della valedictio. 
Una solenne messa da requiem è stata poi celebrata dall'arcivescovo di Sydney Anthony Colin Fisher il 2 febbraio 2023, prima della sepoltura nella cripta della cattedrale di Santa Maria con una cerimonia privata.

## Posizioni teologiche, morali, sociali e su temi politici

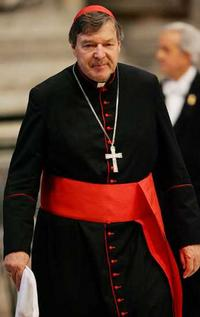
Il cardinale Pell nel 2007

Fu uno dei cardinali che celebrò la messa tridentina dopo la riforma liturgica.

### Omosessualità
Nel 1990 affermò che: «L'omosessualità, siamo coscienti che esiste. Questa attività è sbagliata e crediamo che per il bene della società non debba essere incoraggiata».
Nel 2006, quando era arcivescovo di Sydney, coordinò una campagna volta a impedire, in Australia, una legislazione per permettere l'adozione alle coppie formate da persone dello stesso sesso.
Nel 2007 si schierò contro una legge per il contrasto all'omofobia in Australia: «Non è vero che oggi gli omosessuali soffrono di qualche sorta di svantaggio legale e civile come è successo 40 anni fa alle persone di colore. Non ci sono problemi di giustizia o discriminazione».
Nel 2022 invitò la Congregazione per la dottrina della fede a rimproverare pubblicamente il cardinale Jean-Claude Hollerich, relatore generale del Sinodo vaticano sulla sinodalità, e il vescovo Georg Bätzing, presidente della Conferenza episcopale tedesca, per il loro “completo ed esplicito rifiuto” dell’insegnamento della Chiesa sull’etica sessuale.
Nel gennaio 2023, in un articolo che stava preparando per il settimanale inglese The Spectator, definì il cammino sinodale come un "incubo tossico" per la Chiesa.

### AIDS
Per il contrasto all'epidemia dell'AIDS in Africa appoggiò le posizioni di papa Benedetto XVI sottolineando come, secondo l'insegnamento cattolico, l'unica prevenzione alla malattia non risiede nella distribuzione dei preservativi, ma nella pratica dell'astinenza sessuale e della monogamia.

## Genealogia episcopale e successione apostolica
La genealogia episcopale è:
- Cardinale Scipione Rebiba
- Cardinale Giulio Antonio Santori
- Cardinale Girolamo Bernerio, O.P.
- Arcivescovo Galeazzo Sanvitale
- Cardinale Ludovico Ludovisi
- Cardinale Luigi Caetani
- Cardinale Ulderico Carpegna
- Cardinale Paluzzo Paluzzi Altieri degli Albertoni
- Papa Benedetto XIII
- Papa Benedetto XIV
- Papa Clemente XIII
- Cardinale Marcantonio Colonna
- Cardinale Giacinto Sigismondo Gerdil, B.
- Cardinale Giulio Maria della Somaglia
- Cardinale Carlo Odescalchi, S.I.
- Cardinale Costantino Patrizi Naro
- Cardinale Lucido Maria Parocchi
- Cardinale Pietro Respighi
- Cardinale Pietro La Fontaine
- Cardinale Celso Costantini
- Cardinale James Robert Knox
- Arcivescovo Thomas Francis Little
- Cardinale George Pell

La successione apostolica è:
- Arcivescovo Denis James Hart (1997)
- Vescovo Joseph Angelo Grech (1999)
- Vescovo Christopher Henry Toohey (2001)
- Arcivescovo Julian Charles Porteous (2003)
- Arcivescovo Anthony Colin Fisher, O.P. (2003)
- Vescovo Terence John Gerard Brady (2007)
- Vescovo Michael Joseph McKenna (2009)
- Arcivescovo Peter Andrew Comensoli (2011)
- Vescovo William Joseph Wright (2011)

## Onorificenze
Dopo che la Corte d'appello ha confermato la condanna per pedofilia contro l'alto prelato, il primo ministro australiano Scott Morrison ha dichiarato che il cardinale George Pell sarà privato del titolo onorifico dell'Ordine dell'Australia.